# Rosario Garibaldi Bosco
Rosario Garibaldi Bosco est un syndicaliste, journaliste et homme politique italien, né le 28 juillet 1866 à Palerme, mort le 2 décembre 1936 à Turin. Il est l'un des principaux responsables des Faisceaux siciliens.

## Biographie

### Origines
Issu de la classe moyenne, Rosario Garibaldi Bosco obtient un diplôme de comptable. En parallèle de ses premiers pas professionnels, il fréquente les cercles ouvriers où il découvre la presse socialiste et des ouvrages dont Il socialismo de Napoleone Colajanni

### Faisceaux siciliens
Le 22 mai 1893, le congrès des Faisceaux siciliens réunit au palais de Cefalà à Palerme 500 délégués d'environ 90 Fasci. Il élit un comité centra.l composé de 9 membres : Rosario Garibaldi Bosco, Nicola Barbato et Bernardino Verro pour la province de Palerme, Giacomo Montalto pour la province de Trapani, Nicola Petrina (en) pour celle de Messine, Giuseppe De Felice Giuffrida (it) pour Catane, Luigi Leone pour Syracuse, Antonio Licata pour Agrigente, Agostino Lo Piano Pomar (it) pour Caltanissetta.
Convaincu que seule la mafia détient la capacité de succès d'une insurrection, il tente sans y parvenir d'attirer des clans palermitains dans les faisceaux.
Le mouvement est réprimé par le général Roberto Morra di Lavriano e della Montà doté des pleins pouvoirs par le gouvernement italien et les membres du comité central sont condamnés au printemps 1894 à de lourdes peines de prison : De Felice à 18 ans de prison, Verro deux fois à 16 ans, Bosco et Barbato à 12.
Lors des élections législatives de mai 1895, la gauche investit à Palerme les leaders condamnés. Bernardino Verro est largement battu par Raffaele Palizzolo dans la première circonscription, Nicola Barbato ne parvient pas à défaire Francesco Crispi dans la deuxième même s'il parvient à lui prendre un tiers des voix, le catanais Giuseppe De Felice Giuffrida échoue face au prince de Trabia dans la troisième, mais Rosario Garibaldi Bosco, candidat dans la quatrième circonscription de Palerme sans avoir l'âge requis et malgré son incarcération, est élu au second tour contre le candidat de Crispi, Augusto Laganà, grâce à la réunion de tous les partis qui espèrent ainsi obtenir un nouveau scrutin. L’élection de Bosco effectivement annulée, Pietro Bonanno est élu à sa place en 1896.

### Luttes internes au parti socialiste
Il est à l'initiative de la création d'une Chambre du travail inaugurée à Palerme en septembre 1901 par le maire Giuseppe Tasca Lanza, afin de faciliter le dialogue entre les ouvriers et employeurs au profit de la modernisation des industries locales.
Alessandro Tasca et Aurelio Drago cherchent dans les colonnes de La Battaglia à affaiblir Rosario Garibaldi Bosco pour prendre le contrôle de la Chambre du Travail et tenter d'unifier l'électorat populaire à leur profit. Le syndicaliste, qui est accusé d'être incapable d'organisation les forces prolétaires et d'amener les travailleurs dans le giron du maire Giuseppe Tasca Lanza, réplique en fondant son propre journal, Il Giornale dei lavoratori, dans lequel il accuse La Battaglia de défendre les intérêts de la mafia, ce que Drago lance à son tour contre Bosco quand celui-ci est cité comme participant potentiel au conseil municipal. Lors du renouvellement du tiers du conseil municipal de Palerme en juillet 1906, le maire Tasca Lanza inclut sur sa liste Bosco, Lo Vetere et Renzo Barbera, dont les présences sont combattues par les socialistes Alessandro Tasca et Drago.
Il quitte le PSI avec la majorité des socialistes palermitains, dont Tasca et Drago, pour suivre Leonida Bissolati, exclu du PSI pour son soutien à la guerre de Libye, dans l'aventure du Parti socialiste réformiste italien.